# Monopylephorus evertus
Monopylephorus evertus är en ringmaskart som beskrevs av Baker et Brinkhurst 1981. Monopylephorus evertus ingår i släktet Monopylephorus och familjen glattmaskar. Inga underarter finns listade i Catalogue of Life.